# Gilda Piersanti
Gilda Piersanti, née le 21 septembre 1957 à Tivoli, est une écrivaine italo-française de romans policiers.

## Biographie
Née en Italie, Gilda Piersanti habite à Paris depuis 1987.
Après des études de lettres classiques (lycée Virgilio, Rome), elle obtient un doctorat en philosophie à l'université de Rome « La Sapienza » avec une thèse sur l'esthétique de Charles Baudelaire.
Elle exerce l'activité de critique littéraire, traduit des œuvres de la littérature française. Elle est commissaire pour une exposition consacrée à Constantin Guys à Rome en 1980 et une autre consacrée à Charles Meryon en 1987.
Elle se consacre exclusivement à l'écriture depuis 1995.
Elle écrit ses romans policiers en français qu'elle va ensuite traduire en italien.

## Œuvre
- L'Inconnu du Paris-Rome, Paris, Éditions Le Passage, 2003, 177 p. (ISBN 978-2-84742-029-6)
- Médées : roman, Paris, Le Passage, 2003, 160 p. (ISBN 978-2-84742-382-2)
- Vert Palatino, Paris, Le Passage, coll. « Les Saisons meurtrières », 2005, 313 p. (ISBN 978-2-84742-059-3), en audio aux éditions Sixtrid
- Rouge Abattoir, Paris, Le Passage, coll. « Les Saisons meurtrières », 2006, 247 p. (ISBN 978-2-84742-188-0)
- Bleu Catacombes, Paris, Le Passage, coll. « Les Saisons meurtrières », 2007, 248 p. (ISBN 978-2-84742-095-1), en audio aux éditions Sixtrid
- Jaune Caravage, Paris, Le Passage, coll. « Les Saisons meurtrières », 2008, 288 p. (ISBN 978-2-84742-113-2), en audio aux éditions Sixtrid
- Vengeances romaines, Paris, Le Passage, coll. « Les Saisons meurtrières », 2009, 263 p. (ISBN 978-2-84742-135-4)
- Roma Enigma, Paris, Le Passage, coll. « Les Saisons meurtrières », 2010, 216 p. (ISBN 978-2-84742-155-2)
- Wonderland, Paris, Le Passage, coll. « Les Saisons meurtrières », 2012, 181 p. (ISBN 978-2-84742-182-8)
- Le Saut de Tibère, Paris, Le Passage, coll. « Les Saisons meurtrières », 2013, 344 p. (ISBN 978-2-84742-285-6)
- Les Liens du silence : roman, Paris, Le Passage, 2015, 290 p. (ISBN 978-2-84742-313-6)
- Illusion tragique : roman, Paris, Le Passage, 2017, 240 p. (ISBN 978-2-84742-372-3)
- Un amour parfait : roman, Paris, Le Passage, 2019, 288 p. (ISBN 978-2-84742-409-6)
- Les Somnambules : roman, Paris, Le Passage, 2021, 336 p.  (ISBN 978-2-84742-459-1)
- La Maison de la plage, Paris, Le Passage, 2023

## Prix littéraires
- Prix du Polar dans la Ville en 2005 pour Vert Palatino[3]
- Prix du Polar Méditerranéen en 2007 pour Bleu Catacombes[4]
- Prix SNCF du polar européen en 2008 pour Bleu Catacombes[5]
- Prix Méditerranée Polar en 2018 pour Illusion tragique[6]
- Prix des lecteurs Quais du polar/20 minutes 2018 pour Illusion tragique[7]

## Adaptations télévisées
- 2011 : Hiver rouge, téléfilm français réalisé par Xavier Durringer, adaptation du roman Rouge Abattoir (2003), pour France Télévisions, avec Camille Panonacle, Patrick Chesnais et Jane Birkin. Le film reçoit le prix de la meilleure musique au 13e Festival de la fiction TV de La Rochelle.
- 2013 : Bleu catacombes, téléfilm français réalisé par Charlotte Brandström, adaptation du roman éponyme pour France Télévisions, avec Camille Panonacle, Patrick Chesnais et Jane Birkin. Première diffusion sur France 2 le 31 janvier 2014
- 2014 : Jaune iris, téléfilm policier réalisé par Didier Bivel avec Patrick Chesnais.
- 2015 : Noir Enigma, téléfilm policier réalisé par Manuel Boursinhac et Gianguido Spinelli, adaptation du roman Roma Enigma (2010), pour France Télévisions, avec Camille Panonacle, Patrick Chesnais et Andréa Ferréol.